# Mączniak prawdziwy chmielu

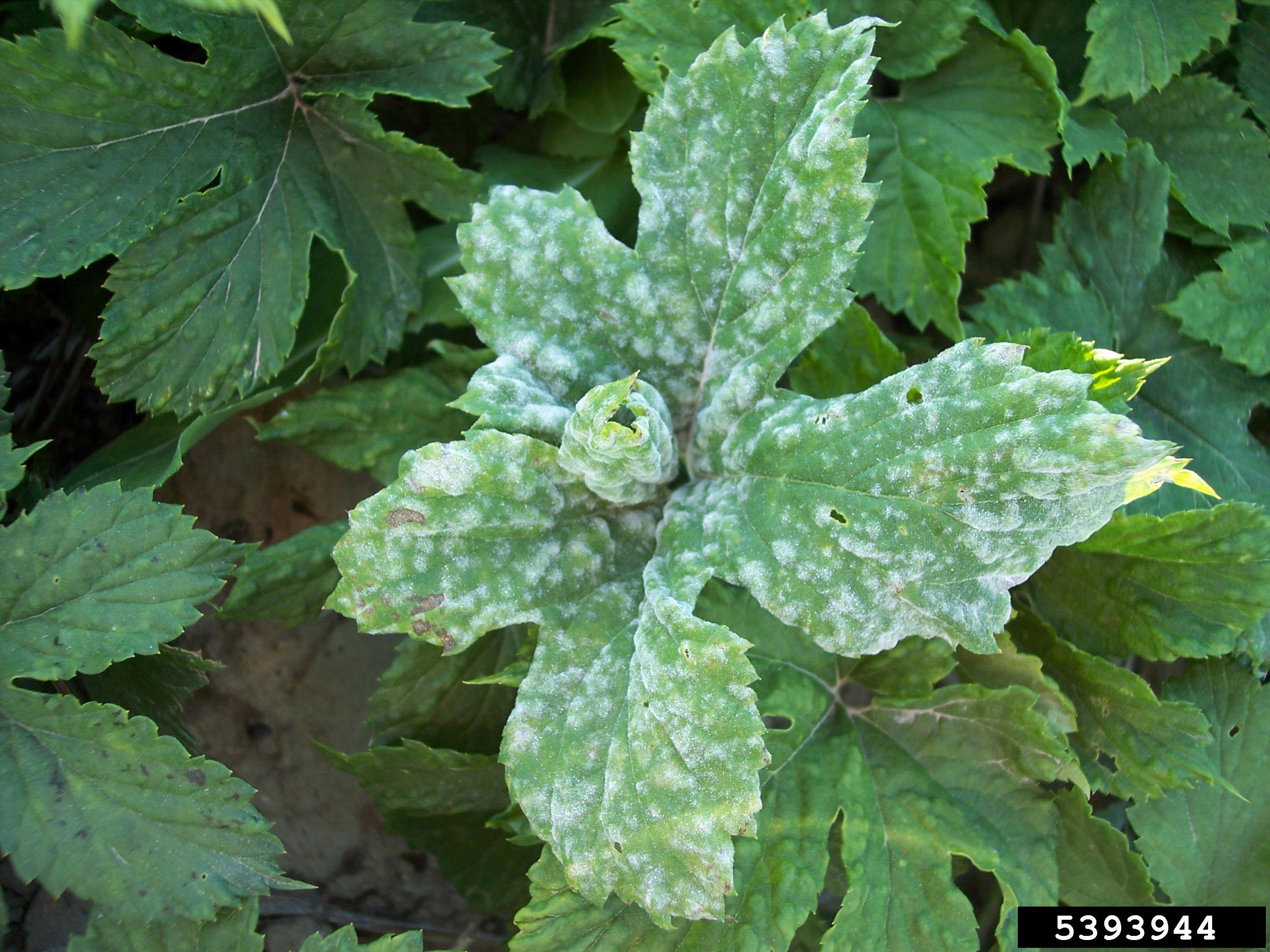

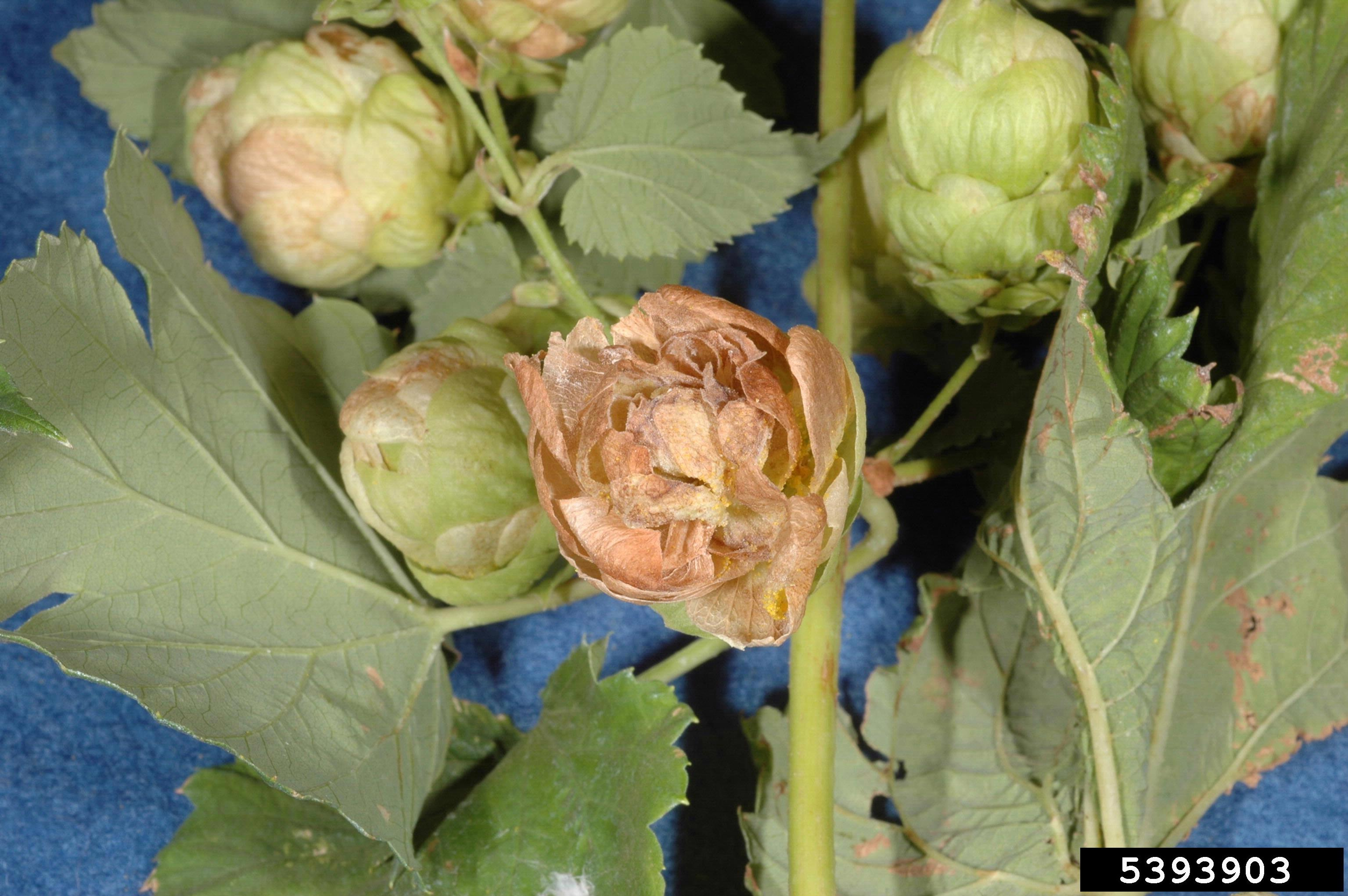

Mączniak prawdziwy chmielu – grzybowa choroba chmielu wywoływana przez Podosphaera macularis. Jest to choroba z grupy mączniaków prawdziwych.

## Występowanie i szkodliwość
Choroba występuje w Europie, obydwu Amerykach, w Azji i południowej Afryce. Atakuje chmiel uprawiany na plantacjach, ale także wszystkie dziko rosnące gatunki chmielu. Na plantacjach powoduje duże straty w plonie i jego jakości. Straty te nasilają się w ostatnich latach.
Jest to groźna choroba. W USA zaobserwowano ją po raz pierwszy w 1977 r. Wystąpiła w stanie Waszyngton na plantacjach chmielu o łącznej powierzchni 800 ha i spowodowała straty wynoszące 10 mln dolarów. Siarka była wówczas jedynym skutecznym preparatem do zwalczania mączniaków prawdziwych. Później amerykańscy plantatorzy zaczęli stosować metody zwalczania choroby stosowane w Europie. Wiązały się one jednak z dużym nakładem pracy fizycznej i intensywnymi opryskiwaniami chemicznymi. Zabiegi te ograniczyły rozwój choroby, ale plantatorzy ponieśli duże koszty związane z tą ochroną. Ponadto browary kontraktujące chmiel odrzuciły 50% dostarczonych szyszek chmielu, jako niespełniających norm. Wielu plantatorów ogłosiło upadłość. Obecnie w USA udało się obniżyć koszty ochrony przed tą chorobą do 740 dolarów na 1 hektar uprawy.

## Objawy
Patogen poraża liście, pędy i szyszki. Pierwsze objawy chorobowe pojawiają się w maju lub czerwcu w postaci chlorotycznych, wypukłych plam. Wkrótce plamy stają się białe od mączystego nalotu grzybni. W dobrze rozrośniętych, starszych plamach tworzą się drobne owocniki grzyba w postaci ciemnych punkcików. Porażone szyszki brunatnieją i przestają rosnąć.
Plecha patogenu rozwija się głównie na górnej stronie blaszki liściowej. Przy dużym nasileniu choroby może zająć całą powierzchnię liścia oraz ogonek liściowy. Powoduje to zahamowanie jego wzrostu i deformację. Szyszki wcześnie porażone zamierają, jeśli natomiast w wyniku infekcji wtórnej dochodzi do porażenia w pełni już wykształconych szyszek, nie następuje ich zamieranie, ale częściowa deformacja i biały nalot. Szyszki takie również nie nadają się do wykorzystania.

## Epidemiologia
Jest to pasożyt bezwzględny. Zimuje w postaci grzybni na pączkach śpiących znajdujących się na pozostawionych w glebie karpach. Zimują także owocniki na pozostawionych po zbiorze resztkach rośliny. Infekcji pierwotnej dokonują zarówno bezpłciowe zarodniki konidialne, jak i płciowe askospory. W sezonie wegetacyjnym grzyb na porażonych roślinach wytwarza już tylko zarodniki konidialne, które rozprzestrzeniają chorobę dokonując infekcji wtórnych.

## Ochrona
Ogranicza się rozwój choroby przez odpowiednie zabiegi agrotechniczne: niszczenie porażonych roślin i usuwanie z okolic plantacji dziko rosnących roślin chmielu, które są rezerwuarem choroby. Chemicznie zwalcza się chorobę przez opryskiwanie preparatami siarkowymi lub strobilurynowymi. Wykonuje się 2–3-krotne opryskiwanie od początku czerwca co 14 dni.